# Hoplophryne
Hoplophryne és un gènere de granotes de la família Microhylidae que és endèmic de Tanzània.

## Taxonomia
- Hoplophryne rogersi (Barbour & Loveridge, 1928)
- Hoplophryne uluguruensis (Barbour & Loveridge, 1928)